# Yang Qian
Yang Qian (n. 10 iulie 2000, Ningbo⁠(d), Republica Populară Chineză) este o trăgătoare de tir ce a reprezentat Republica Populară Chineză, medaliată olimpică. A participat la o ediție a Jocurilor Olimpice (2020) în care a câștigat două medalii de aur.